# Islas Punuk
Las islas Punuk (en inglés: Punuk Islands) es un grupo de tres pequeños islotes del mar de Bering, localizados en el extremo oriental de la isla San Lorenzo (Alaska), Alaska, Estados Unidos. Se encuentra a 8,5 kilómetros al sureste del cabo Apavawook y 18 kilómetros al suroeste de la punta Niyghapak.
Estas islas son conocidas por los nombres "islas Pinik " e "islas Poongook". Son un hábitat natural para las morsas y aves marinas. Los Microtus oeconomus —roedores de la familia Cricetidae— también suelen encontrarse en la isla.
En "The Okvik site", un importante sitio arqueológico, se pueden encontrar diversos elementos encontrados en la isla. Entre estos se encuentran fósiles de morsa y figuras culturales. Todas estas piezas reposan en la Universidad de Alaska.